# IKONOS
IKONOS（イコノス）は、1999年9月25日にアメリカのSPACEIMAGING社(現デジタルグローブ社)が打ち上げたリモートセンシング衛星。2015年に運用を終了した。

## 概要
IKONOSとはギリシア語で「画像」を指す語である。
従来のリモートセンシング衛星のセンサに比べて、分解能1mという高解像度センサを搭載していることが特徴であった。
アメリカ政府による規制緩和により、民間による初の軍事偵察衛星技術を利用したサービス。IKONOSは永らくNROの偵察衛星の供給を一手に請け負ってきたロッキード・マーティンの設計であり、必要な箇所を的確に撮影できることで有名である。
世界各所にROCと呼ばれる撮影指示兼受信局を持つ。日本では、日本スペースイメージング株式会社が業務を行っている。
2000年1月よりサービスを開始した。2000年12月には、ポピュラーサイエンス誌からthe "Best of What's New" Grant Award in Aviation & Space を授与された。
IKONOSの後継衛星も当初想定されていたがブッシュ政権成立による軍需の変化によって、ロッキードマーチン社がこの分野から撤退したため、米国政府の次世代衛星開発支援を受けられず、経営危機に直面する。結果、OrbimageによるSpace Imagingの買収が2005年9月に発表され、2006年1月に最終決定された。合併した会社はGeoEyeに社名を変更した。2009年、GeoEye社の次期衛星GeoEye-1が無事サービスを開始した。
2013年1月にGeoEye社はデジタルグローブに買収された。その後DigitalGlobeはIKONOSを2015年3月31日まで運用した。IKONOSは運用期間中、400 million km2 (154 million sq mi)以上の面積を覆う597,802枚の画像を作成した。

## 仕様

### 衛星本体
イコノスはロッキードマーティンによって設計された3軸制御の衛星である。LM900として知られる衛星のバスシステムを使用している。衛星の姿勢は2台のスタートラッカーと太陽センサーで計測され、4台のリアクションホイールで制御される。; 位置情報はGPS受信機からもたらされる。設計寿命は7年である。; S/C 機体の寸法は1.83 m x 1.57 m (六角形); S/C 重量 = 817 kg; 3枚の太陽電池パネルからの出力 = 1.5 kW
LM900衛星は3軸制御の衛星で低軌道に観測機材を投入する為に設計された。高精度で安定して目標を捕らえるように出来ている。積載物は多様な科学機器と遠隔観測装置でレーザーセンサーや撮影装置、レーダーセンサー、電子光学と天文センサーと同様に惑星センサーである。LM900バスはイリジウム衛星のハードウェアを基にしている。

### 通信
イコノスのテレメトリー、追跡と制御は下りが8345.968-8346.032 MHz、上りが2025-2110 MHzである。下りのデータ伝送帯域は8025-8345 MHzである。

### 空間分解能
- 0.8m 白黒 (1-m PAN)
- 4m 多波長 (4-m MS)
- 1m 白黒先鋭化 (1-m PS)

波長分解能
| 帯域         | 1-m PAN      | 4-m MS & 1-m PS |
| ------------ | ------------ | --------------- |
| 1 (青)       | 0.45-0.90 µm | 0.445-0.516 µm  |
| 2 (緑)       | *            | 0.506-0.595 µm  |
| 3 (赤)       | *            | 0.632-0.698 µm  |
| 4 (近赤外線) | *            | 0.757-0.853 µm  |

### 時間分解能
イコノスは3日から5日で元の地点が視野に入り、144日で直上に戻る。

### ラジオメトリック分解能
撮像素子は11ビット(0-2047)でデータを収集し、符号なしで16ビット(0-65535)のデータフォーマットで伝送する。時間軸は8ビット(0 - 255)に圧縮される。これによりリモートセンシングの科学者が高解像度のデータが必要な場合失われる。

### 撮影範囲
11 km x 11 km (一度の走査にて)